# ミスター味っ子
『ミスター味っ子』（ミスターあじっこ）は、寺沢大介による日本の漫画作品。『週刊少年マガジン』（講談社）にて連載された。後に、テレビ東京系でテレビアニメ化された。

## 概要
1986年の秋（40号）から1989年末（1990年4・5合併号）まで、『週刊少年マガジン』で連載された。全167話、単行本全19巻、漫画文庫版全10巻。第12回講談社漫画賞少年部門受賞。
2003年より『イブニング』（講談社）にて、味吉陽一の息子・味吉陽太を主人公とした続編の『ミスター味っ子II』が連載。2004年にはテレビアニメ版DVD-BOXのイラストとして中学生の陽一が描き下ろされた。
『イブニング』第9号（2011年4月26日号）にて、『ミスター味っ子II』の作中作ながら本編終了から22年ぶりに新規エピソードが1本追加執筆された。陽太の母（つまり陽一の妻）となる吉野八重と陽一の馴れ初めのストーリーで、本作と『ミスター味っ子II』の内容をつなぐエピソードとなっている。ストーリー開始時においては本作のロゴが使われている（後に『ミスター味っ子II』単行本第11巻へ収録された）。『ミスター味っ子II』は2012年で完結したが、『将太の寿司2 World Stage』で本作の一部キャラクターが客演している。
2015年から2019年にかけて歴史漫画雑誌『週刊朝日増刊 真田太平記』（朝日新聞出版）にて、中学生の陽一が幕末へタイムスリップする『ミスター味っ子 幕末編』が連載された。
調理や食事のリアクション（後述）など、派手で荒唐無稽な描写が非常に多いが、料理や調理手法自体はごく現実的なもので、実際に再現可能な料理が多い。

## あらすじ
亡き父が残した日之出食堂を母と一緒に支える味吉陽一のもとに、日本料理界の重鎮、味皇こと村田源二郎が訪れ、そこで陽一の作ったカツ丼に驚くことになる。味皇に招かれた陽一は、スパゲティ勝負がきっかけとなり、料理人達との美味しい味を求めた勝負に挑戦していくことになる。

## リアクション
本作を語る上で欠かせないものに、料理を食べた後などの大袈裟なリアクションが挙げられる。特にアニメ版ではロボットアニメやSF作品を連想させるような大袈裟な演出が多く、後述の漫画作品にも多大な影響を与えた。以下はその一例。
原作
サンドウィッチ対決の際、陽一が「ペガサス流星拳!」と言いながらサンドウィッチを型でくり貫く。
アニメ版
味皇のリアクションが凄まじく、料理を食べた後に「『うー・まー・いー・ぞぉぉぉぉっ!!』と叫びながら口から光線を放つ」、「津波の中を泳ぐ」、「宇宙へ飛んで行く」、「巨大化して大阪城を破壊する」、「車椅子で病院の階段を駆け上る」といった派手な描写が挙げられる。2012年5月23日にテレビ朝日で放送された『マツコ&有吉の怒り新党』の「新・3大○○調査会」コーナーでも、これらのリアクションが取り上げられた。
なお、アニメ版を見た原作者の寺沢がこれらに感化され、原作でのリアクションも後にアニメ寄りになったという逸話があり、寺沢が後に描いた「将太の寿司」ではその傾向が強く見られる。

### 他作品への影響

#### 同ジャンル
中華一番!
焼きたて!!ジャぱん
料理少年Kタロー
天使のフライパン
食戟のソーマ
幸腹グラフィティ
すしいち!
炎の料理人クッキングファイター好

#### その他
スーパードクターK
『少年マガジン』で同時期に連載されていた医療作品。料理に関するエピソードにて味皇のパロディキャラ「味大王」が登場している。
ちびまる子ちゃん
原作で主人公のももこがチョコレートを食べた感想を長々と語った際、ナレーションに「こいつはミスター味っ子か」とツッコミを入れられたことがある。ただし、アニメ版では著作権等の関係により、ナレーションが「あんたはグルメのオヤジか」へ差し替えられている。
シティーハンター
アニメ版で主人公の冴羽獠が料理を食べた際、ド派手な背景の中で感想を長々と語るシーンが登場する。
機動武闘伝Gガンダム
本作と同じく今川泰宏監督作品。作中に登場するブッドキャリアーのデザインは、味皇のリアクションの1つ「花の中から出てくる味皇」がモチーフである。また劇中でアレンビーが味皇らしき人物を目撃している。
六門天外モンコレナイト
24話に味皇と同様に藤本譲が演じる審査員が登場。サザンの料理王・極が作ったうな丼を食べて「う・ま・い・ぞー！」と叫びながらオーバーリアクションを繰り広げる。
はちゅねミクの日常 ろいぱら!
かぐぁみねリン（鏡音リン）が夏祭りの屋台で焼いたたこ焼きを食した味皇そっくりな老人が、「うーまーいーぞー!」と炎を上げながら叫ぶ場面がある。
ケロロ軍曹
アニメ版第72話に、味皇のパロディキャラクターの料理評論型宇宙人「宇宙味王」が登場する。こちらの声優も藤本譲。
To LOVEる -とらぶる-
アニメ第1期第14話にて、主人公結城リトがオーバーなリアクションで西連寺春菜の作ったおにぎりを食べた感想を、内心のモノローグで述べるシーンがある。
のうりん
白鳥士郎によるライトノベル。主人公が通う学校の校長が、「うまいぞー」と叫びながら光線を吐き、車椅子で階段を登るという、味皇を彷彿とさせるリアクションを行う。アニメ版においては、キャラクターデザインも明らかに味皇を意識したものとなり、巨大化して校舎を破壊したり、宇宙に飛んでいくなど、さらに輪をかけたパロディとなっている。
Go!プリンセスプリキュア
第12話。
らき☆すた
アニメ版第6話にて、「ふんどし一丁で海を走るほどじゃない」と、アニメ版第44話での味皇のリアクションを基にした台詞を、泉こなたが発言している。
初音ミク プロジェクトセカイ
日清食品のカップヌードルとのコラボ楽曲「徳川カップヌードル禁止令」の曲中でカップヌードルの味噌を食べた殿様（KAITO）が味皇の如く「う・ま・い・ぞー！！！」と叫ぶ箇所があり、そこにもオブジェ（プレイヤーがタップするエリア）が配置されている。
勇気爆発バーンブレイバーン
第11話。シイラの串焼きを食べたスペルビアが「なんじゃこりゃあ」と絶叫し、ブレイバーンから「それこそがUMAMIだ」と説明され、オマージュした空間に突入し料理を食べ発光、さらにイサミの「食べやすくしておいた」の台詞からロブスターが2つに分離しスペルビアの口の中へ放り込まれるといったパロディ演出がされている。

## 主な大会
公開勝負
基本的に1対1の対戦方式で行われる。審査員は一般人であることが多いが、陽一がその世界へ足を踏み入れるキッカケとなった丸井との対戦では、味皇料理会の主任達が審査員として味の判定を行った。GPも含め、須原椎造が審査員としてよく参加している。
第5回ラーメン祭
岡本町主催で行われる毎年この地区の中華料理屋、及びラーメン店などが参加する。制限時間は具材の仕込みなどの時間を除いた調理時間30分。審査対象は麺、スープ、薬味。今までは参加者が多かったが、『甲来軒』の存在を恐れて今回は参加者が少なかった。
輸入牛肉ステーキコンテスト
連載当時はまだあまり認知されていなかった輸入牛肉（赤身）を使ったステーキコンテスト。ちなみに、司会者は「コンテスト」と言っているが、看板などには「コンクール」と書かれている。制限時間は1時間。
第7回いなり町杯寿司握りコンテスト
過去これまで寿司虎が連続優勝を果たしてきた大会。大会前に寿司虎の暴挙として、順位を各店舗の「のれん」に記載し、最下位の店は営業停止という罰ゲームまで存在していた。ちなみに、司会者は「第20回」と宣言し、陽一は「隣町のラーメン祭に対抗してココ何年かやってる」と述べているが、開催回数を見ると謎である。制限時間は1時間。
アイスクリームコンテスト
一馬が淋しくなって陽一を拉致し、無理矢理勝負をさせるために、「車の中から最初に見た食べ物で勝負」というルールで出場を決めた大会。大浜海水浴場のサマーフェスティバル内で行われていた。
全国駅弁コンクール
全国から集められた駅弁のコンクールだが、青森県S市とH市から参加した弁当屋で、成績が上位だった方の市に、新幹線の駅が開通するという約束事が議会を通ったために、単なる料理勝負を通り越して、市を挙げての争いに発展してしまった。全国からの参加者の中には「ミスター味っ子もどき弁当」もある。
料理の御意見番
当代一の毒舌グルメ家の倉田道明によるTV番組。審査員の倉田を「うまい」と言わせることができれば勝利だが、毎回「マズイ」と言って料理をひっくり返すなどの暴挙を繰り返す。毎回、課題料理が決められている。
味皇GP
正式名は「味皇料理会料理人グランプリコンテスト」。年に1回、全国から選りすぐられた腕自慢の若手料理人が、公開料理勝負でその年最高の若手料理人を決める大会。味の判定は、味皇料理会が選んだ一般の人が審査をし、負けた者は次への勝負に参加できないサドンデスマッチを採用（全員通過もしくは決勝で両方引き分けになるケースも）。料理課題は対決の都度発表され、素材や調理法など1週間の猶予が与えられる。当日の料理制限時間は2時間。
味試し
味皇料理会最大の試練であり、「色試し」、「眼試し」、「味試し」の三番勝負とされる。三番の内、二番を制した者が勝者となる。かつて味皇に挑んだ挑戦者は100をも超えるが、ただの一度も敗れたことはなかった。

## アイテム
神の包丁・人の包丁
第13代武生玄斎が作る出刃包丁。毎年、それぞれ二振りに限られているが、代々味皇料理会が受ける習いである。だが、陽一達の年代のみ、「初代が夢枕に立った」として、一振りずつしか作らなかったため、料理勝負で勝った方に「神の包丁」を、負けた方には「人の包丁」が与えられた。由来は初代武生玄斎が、神仙に製法を習ったとされている。
料理帳
一冊のノートに書き示された「陽一へ 父より」という、料理に関する料理書。陽一が父の遺品を整理中に偶然発見した。中には、料理のレシピと共に具材に関する知識も入っているが、陽一自身に見つけて欲しい項目は、破り捨てられていることがある。

## 原作の料理対決リスト
○勝利、●敗北、△引き分け、★対決以外の料理披露
1. 特製超特厚カツ丼
  - ★陽一vs味皇・村田源二郎、垂目
2. ミートソース対決
  - ○陽一vs丸井善男●
3. ラーメン対決
  - ○陽一、中華なかだvs甲来軒、玉川飯店、熊五郎ラーメン●
4. チキンカレー対決
  - ○陽一vs一馬●
5. ステーキ対決
  - ○日之出食堂vsレストランウエマツ、ラ・シャイ、肉の杉屋●
6. イワシグラタン対決
  - ○陽一vs料理研究家・江川洋子●
7. ハンバーグ対決
  - ○陽一、トロイメライvsジェネシス●
8. お好み焼き対決
  - ○日之出食堂vs岡田屋●
9. 駅弁対決
  - ○陽一、菊池屋vsおいかわ●
10. かき揚げ天丼
  - ○陽一、高太郎vs天星●
11. シーフードカレー対決（第28回味皇GP第1回戦）
  - ○陽一、一馬、下仲基之vs小西和也●
12. 冷し中華対決（第28回味皇GP第2回戦）
  - ○陽一、一馬vs下仲●
13. ピザ対決（第28回味皇GP決勝戦）
  - △陽一vs一馬△（両者同時優勝）
14. 前菜対決（オムレツコース三番勝負）
  - ●陽一vsムスタキ○
15. メイン対決（オムレツコース三番勝負）
  - ○陽一vsムスタキ●
16. デザート対決（オムレツコース三番勝負）
  - △陽一vsムスタキ△
17. 総合判定（オムレツコース三番勝負）
  - ○陽一vsムスタキ●
18. フライ定食対決
  - ○フライの店味っ子vsレストラン・アベ●
19. 寿司対決
  - ○陽一、磯源寿司vs寿司虎、すし政、林寿司etc.●
20. 鍋料理対決
  - ●陽一vs中江兵太○
21. 温かいそば対決
  - ○陽一vs岩川清也●
22. 卵を使わないケーキ対決
  - ○陽一vs河合潤二郎●
23. 三種類のうな丼対決
  - ○陽一vs鰻浜の店主、二代目の家内、二代目の子供●
24. たこ焼き対決
  - ○日之出食堂vsたこ焼き屋さんちゃん●
25. 中華料理
  - ★陽一vs李小亀
26. 中華スープ
  - ★陽一vs李小亀
27. 蒸し餃子・焼き餃子対決
  - △陽一vs劉虎峰△
28. 中華メン対決
  - ○陽一vs虎峰●
29. 杏仁豆腐対決
  - △陽一vs味仙人・劉白鳳△
30. アイスクリーム対決（アイスクリームコンテスト）
  - ○陽一、一馬vs銀座パーラー、クイーンズパーラー●（両者同時優勝）
31. 魚料理対決
  - ○陽一vs下仲●
32. 駅弁対決（全国駅弁コンクール）
  - ○陽一、菊池屋vs青木屋、木山屋、日高屋●
33. オードブル対決（フルコース対決）
  - ●陽一vs出張料理人・久島建男○
34. スープ対決（フルコース対決）
  - ●陽一vs久島○
35. サラダ対決（フルコース対決）
  - ○陽一vs久島●
36. メインディッシュ対決（フルコース対決）
  - ○陽一vs久島●
37. デザート対決
  - ●陽一vs久島○（但し5点満点の勝負で5点-6点だった）
38. 結婚披露宴料理対決
  - △下町料理屋軍団vs料亭むらた△
39. 出前うどん対決
  - △日之出食堂vs朝日屋△
40. 山の幸・海の幸ごはん
  - ★陽一・稲荷町町内会vs高平謙・岡本町町内会
41. ハンバーガー対決（第29回味皇GP第1回戦）
  - △陽一、一馬、兵太、虎峰△（脱落者なし）
42. カニ料理対決（第29回味皇GP第2回戦）
  - ○陽一、兵太、虎峰vs一馬●
43. お雑煮対決（第29回味皇GP第3回戦）
  - ○陽一、兵太vs虎峰●
44. ビーフステーキ対決（第29回味皇GP決勝戦）
  - ○陽一vs兵太●（審査員判定は両者同点だったが兵太が優勝を辞退）
45. 浜なべ
  - ★陽一vs真弓、芳信
46. 焼き鳥屋台対決
  - ○2年3組vs2年1組●
47. 和洋納豆料理
  - ★陽一vs加藤由香美
48. 焼きそば屋台対決
  - ○日之出食堂vs岡田屋●
49. おでん
  - ★陽一、安二郎vsおでん伝政
50. サンドウィッチ対決
  - ○陽一、下仲vsシャピロ●
51. 遠足おにぎり対決
  - ○日之出食堂vs大河内屋●
52. 公開番組ハンバーグ対決
  - △陽一vs一馬△
53. スタミナ野菜料理
  - ★陽一vs小林兆治
54. 母の思い出の料理
  - ★陽一、可奈子vs可奈子の父
55. 流しそうめん対決
  - ○陽一、久保vs流しそうめん涼●
56. 食事療法
  - ★陽一vs寿明
57. ハイキングラリー
  - ★陽一、仲田幸二、竹橋
58. 新作カレーライス
  - ★陽一、DHULIA
59. 精進料理対決
  - ○3年生vs和尚●
60. ソーセージ対決
  - ○陽一、関場武雄vsスコルピオン●
61. 緊急災害避難食
  - ★3年生vs大俵
62. 焼肉対決
  - ○日之出食堂vs一龍●
63. 赤いトンカツ丼
  - ★陽一vsジミー桑畑
64. チーズ料理
  - ★陽一vs高洲・関陽学院中学教師
65. デパ地下お弁当対決
  - ○陽一・あったか弁当vs青木・いろは屋、高平・近江弁当●
66. フライドチキン対決
  - ○陽一・いさみ屋vsニコニコマート●
67. 色試し・秋の味覚対決（味試し三番勝負）
  - ●陽一vs味皇○
68. 眼試し・握り寿司対決（味試し三番勝負）
  - △陽一vs味皇△
69. 味試し・米料理対決（味試し三番勝負）
  - ○陽一vs味皇●

## テレビアニメ
1987年10月8日 - 1989年9月28日まで、テレビ東京系でテレビアニメ化された。全99話。アニメーション制作はサンライズが担当。同社にとっては、同年4月から放送開始した『シティーハンター』に続く2作目の漫画原作アニメである。当初は25話前後で終了する予定だったが、最終的には2年間（99話）の放送となった。
原作とは内容が若干異なり、料理を食べたキャラクター（特に味皇）が別世界にトリップするなどのリアクションを筆頭に、荒唐無稽かつ派手で豪快な演出がなされた。ストーリーも中盤以降、味皇料理会と味将軍グループの対立を主軸に描かれている。また全体を通じアニメ・特撮・時代劇のパロディが多数見られる。
アニメオリジナルの登場人物が大幅に増やされ、山岡姉弟や味将軍七包丁のようにストーリーで重要な役割を果たす人物も多数登場している。また、堺一馬や須原椎造のように大幅な設定変更をされているキャラクターもおり、後者は「ブラボーおじさん」というニックネームがつき、ナレーション・タイトルコール・料理解説を行う事実上のレギュラーに昇格している。
今川泰宏の初監督作品であり、陽一役で初レギュラー、初主演した高山みなみの出世作である。
香港では無綫電視で広東語名で「伙頭智多星」という題名で放映され、オープニングもアニメのシーンを繋ぎ合わせた、香港オリジナルのものが使用された。

### スタッフ
- 企画 - サンライズ
- 原作 - 寺沢大介（講談社刊『週刊少年マガジン』連載）
- キャラクターデザイン - 加瀬政広→毛利和昭
- 音楽 - 藤田大土（国安わたる、山本正之、嘉門達夫）

※音楽におけるクレジットは、藤田のみ。嘉門は第28話のカレー丼対決の司会役としてもゲスト出演した。
- 作画監督チーフ - 加瀬政広、毛利和昭
- 美術監督 - 朝倉千登勢、新井寅雄
- 音響監督 - 山崎宏
- 監督 - 今川泰宏
- プロデューサー：江津兵太、池田朋之（テレビ東京）・長谷川徹⇒内田健二（サンライズ）
- チーフライター - 城山昇（1話 - 第75話）
- シリーズ構成 - 鳥海尽三・鳳工房（第76話 - )
- 色彩設計 - 歌川律子
- 編集 - 掛須秀一、石田悟、牧岡栄吾
- ネガ編集 - 辺見俊夫
- タイトル - マキ・プロ
- 効果 - 片岡陽三
- 調整 - 加瀬井康次、阿部敏昭
- 録音 - 東京テレビセンター
- 現像 - 東京現像所
- 製作事務 - 宮内春美
- 制作デスク - 古澤文邦
- 料理デザイン - 河村佳江（アニメアール）
- 演出チーフ - 中村憲由、山口祐司
- 製作 - テレビ東京、サンライズ

#### 各話スタッフ
- 脚本 - 城山昇、遠藤明範、会川昇、坂田義和、丸尾みほ、渡辺善則、月村了衛、亜槍文代、小金井太郎、森保鉄志、鳥海尽三、藤本さとし、岩崎訓、荒島晃宏、伊藤健司、面出明美、大西由紀
- コンテ -  今川泰宏、井内秀治、坂田純一、白土武、池田成、山口祐司、鈴木幸雄、うえだひでひと、岡本達也、鈴木行、アミノテツロー、向後知一、貞光紳也、新林実、難波日登志、やまざきかずお、小林孝志、奥脇雅晴、島崎大基
- 作画監督 - 加瀬政広、岡迫亘弘、只野和子、高田耕一、石黒めぐむ、大久保修、和泉絹子、渡辺浩、菊池城二、遠藤裕一、木内良子、貴志夫美子、川名久美子、土器手司、中村旭良
- 演出 - 池田成、西山明樹彦、杉島邦久、山寺昭夫、鈴木幸雄、山口祐司、中村憲由、栗山美秀、川瀬敏文、新林実、福本潔、佐藤育郎、わたなべしんいち、小林孝志
- 文芸設定 - 坂田義和→藤本さとし
- 設定制作 - 佐藤純子、佐藤育郎、古里尚丈

### 主題歌
オープニングテーマ「ルネッサンス情熱」
作詞 - 松本一起 / 作曲・歌 - 国安わたる / 編曲 - 矢野立美
エンディングテーマ「心のPhotograph」
作詞 - 松本一起 / 作曲・歌 - 国安わたる / 編曲 - 矢野立美
挿入歌
「味皇料理会会歌」
作詞 - 寺沢大介 / 作曲 - 山本正之 / 編曲 - 藤田大土
歌 - 藤本譲と味皇料理会関東支部（高山みなみ、横尾まり、ならはしみき、池田秀一他）
「おかずユンタ」
作詞・作曲 - 山本正之 / 編曲 - 藤田大土
歌 - 味吉陽一（高山みなみ）、山岡みつ子（川浪葉子）、山岡しげる（ならはしみき）
「お鍋を見ててね」
作詞 - 寺沢大介 / 作曲 - 山本正之 / 編曲 - 藤田大土
歌 - 味吉法子（横尾まり）
「必食料理人」
作詞・作曲 - 山本正之 / 編曲 - 藤田大土
歌 - 小西和也（鈴置洋孝）/ コーラス - 味吉陽一、山岡みつ子、山岡しげる
「食生活」
作詞・作曲 - 嘉門達夫 / 編曲 - 西村智博
歌 - 西村智博
「スルメの意地」
作詞・作曲 - 嘉門達夫 / 編曲 - 藤田大土
歌 - 西村智博

### 勝負リスト
1. 天才料理人・味吉陽一登場
  - ○味吉陽一vs●味皇料理会会長・村田源二郎、味皇の秘書・垂目森太郎（勝利条件、味皇と垂目に美味いと言わせる）
2. スパゲティで勝負だ
3. 丸井シェフとの決戦
  - ○陽一vs●味皇料理会イタリア料理部主任・丸井善男
4. カレーの天才・堺一馬
5. 必殺パイナップル・カレー
  - ○陽一vs●カレーの天才・堺一馬、一馬の後見人・永田社長（日之出食堂の地権を賭けての勝負で、前述の通り一馬側の人物だが、アニメでは味皇からの電話で勝敗の決め手の助言を貰いつつ、自身の食通の名に賭けて公正に判定）
6. 秘伝の味・ラーメン勝負
7. 熱闘・ラーメン祭り
  - ○陽一、中華なかだ店主・仲田、仲田の息子・仲田幸二vs●甲来軒店主・甲山繁蔵（コンテスト形式で、陽一&なかだ、甲来軒、玉川飯店、熊五郎ラーメンの4店が参加）
8. 柔らかステーキの秘密
9. 決着ステーキ・コンテスト
  - ○陽一vs●元味皇料理会肉料理部副主任・小西和也（コンテスト形式で、陽一、小西、ラ･シャイのオーナー、杉屋のオーナー、伊藤屋の若手シェフの5名が参加）
10. いわしグラタンは母の味
  - ●陽一vs○料理研究家・江川洋子、江川の息子・江川たけし
11. 味将軍からの挑戦状
12. 究極の串焼きハンバーグ
  - ○陽一、トロイメライの若旦那vs●味将軍グループジェネシスハンバーグ専門・阿部二郎、同マネージャー・毛利
13. 日本一お好み焼き勝負
14. お好み焼き勝負・審査員も敵だ
  - ○陽一vs●食い倒れの岡田屋、審査員・松井屋&花天
15. 味っ子苦戦・駅弁対決
16. 魔法のあつあつ幕ノ内弁当
  - ○陽一、菊地屋食堂・菊地vs●味将軍グループ駅弁マスター・及川薫
17. 特大カキアゲで天丼勝負
  - ○陽一、天星見習い・高太郎vs●天星の主人（勝利条件、天星の常連客に美味いと言わせる）
18. 大奮戦?手作りチョコで勝負
  - ○山岡みつ子vs●陽一&みつ子のクラスメート・れい子（コンテスト形式で、みつ子、れい子、女子生徒A、B、Cの5名が参加、コンテストの結果は無効試合）
19. オムレツ勝負・お料理マシーンを打ち破れ
  - ○陽一vs●グルメサイエンティスト・俵三四郎、お料理マシーン・アレックス
20. 日本の味・お茶漬け勝負
  - ○陽一vs●味皇料理会日本料理部主任・芝裕之
21. 開催料理人グランプリ・フライで勝負
  - 1回戦　○陽一、○一馬、○味皇料理会フランス料理部主任・下仲基之、○小西（代表選抜形式）
22. 料理人グランプリ決勝・四天王カレー戦
23. 激突!超豪華シーフードカレー
  - 準決勝　○陽一vs○一馬vs●下仲vs●小西（4人同時審査の勝ち抜け方式、下仲は辞退）
24. 一馬と決戦ピザパイ勝負
25. 陽一・一馬の燃える情熱!ピザパイ大決戦
  - 決勝　○陽一vs●一馬（審査員は全員同点の採点だったが、味皇の判定で陽一の優勝となった）
26. 見参!浪速のどんぶり兄弟・大阪で勝負だ
27. 二人三脚で勝負だ!陽一・一馬のカレーどんぶり
28. 激闘!大阪城・カレー丼春の陣
  - ○陽一、一馬vs●浪速のどんぶり兄弟・太郎と次郎
29. 強敵!ミスター鍋っ子登場
30. 味試し!味っ子対ミスター鍋っ子
  - △陽一vs△ミスター鍋っ子・中江兵太
31. 回転寿司勝負!のれんの味を守り抜け
32. 回転寿司勝負!味将軍をうちやぶれ
  - ○陽一、小西、初音寿司の親方vs●味将軍グループ毛利、同じぇねすし寿司職人・ロビン島田&デューク西条
33. 弁当ウォーズ!日之出食堂が危ない!
34. 弁当ウォーズ!下町の味は父の味
  - ○日之出食堂・陽一、法子vs●味将軍グループ・阿部&及川
35. 外国からの挑戦状!ウィーン少年料理団
  - ○陽一vs●ウィーン少年料理団・ヨアヒム&クリス&トビー&モーリス&リヒター
36. 世界最高のお子様ランチ
  - △陽一vs△ウィーン少年料理団総帥・ジャン・ピエール・ド・ムスタキ
37. 冷し中華勝負!陽一・名古屋で大ピンチ
  - ●陽一vs○章吉こと天才料理少女・章田吉子、鍛冶名人・滝沢彦之介
38. 冷し中華勝負!京のみやこで大逆転
39. 包丁一本!茶碗蒸し勝負
  - ○陽一vs●章吉、滝沢老人、章吉の従者・亀蔵
40. うな丼勝負!黄金のうなぎを求めて
  - ○陽一vs●鰻浜店主・栄吉（勝利条件、鰻浜の客と栄吉を美味いと言わせる）
41. タコ焼き合戦・味将軍と対決だ!
  - ○陽一vs●味将軍グループ杉本たこ焼きトレーラー軍団・杉本
42. 問答無用!餃子で勝負
  - 赤の札○陽一vs●霊幻料理会総帥・リャン・ガ・コーテー
43. 荒磯勝負・海の料理人からの挑戦状
44. 荒磯勝負・陽一式石焼き魚の秘密
  - 青の札○陽一vs●幻の遠洋漁業料理人・味船敏八
45. 山の幸勝負!強敵鍋っ子と料理サバイバル
46. 山の幸勝負!特製かまど蒸しで大勝利
  - 緑の札○陽一vs●兵太、山菜料理研究家・関平助
47. 宿命の大決戦!陽一・一馬のサンマ勝負
  - 黄の札○陽一vs●一馬
48. 味仙人への挑戦!勝利への切り札はこれだ
  - ○陽一vs●味わい寺住職・味仙人（勝利条件、味仙人に美味いと認めさせ黄金の舌を出させる）
49. 味探し!丸井対ミスター味っ子
50. さらば丸井!料理の道は果てしなき挑戦
  - 陽一vs丸井（ノーコンテスト）
  - ○陽一、丸井vs●味将軍グループ七包丁・ロボコック・サリー（この時はサリーにセリフ無し）
51. 幻の中華スープに挑戦!香港からの訪問者
52. 幻の中華スープに挑戦!冬虫夏草の秘密
  - ○陽一vs●小亀楼店主・李小亀
53. 蒸し餃子に挑戦! 味っ子香港へ行く
54. 蒸し餃子決戦!味っ子対虎峰
55. ラーメン勝負!驚くべき中国四千年の歴史
56. 決戦ラーメン勝負!白いスープ対黒いスープ
  - ○陽一、李小亀の娘・珉々vs●香港の天才少年料理人・劉虎峰
57. 杏仁どうふ勝負! 味将軍七包丁人登場
58. 杏仁どうふ勝負! 料林寺三十六房への道
  - ○陽一、虎峰、料林寺師範・朱雀&白虎、料林寺大僧正、酒仙彫刻家・陽子忠vs●味将軍グループ七包丁(1)料林寺師範・クワイ・チャン・カモン
59. 香港よさらば・味皇ビルを守り抜け!
60. 餃子勝負・大逆転!味将軍の野望
  - ○陽一、みつ子、しげる、太郎と次郎vs●味将軍グループ・毛利、七包丁予備生・松&竹&梅
61. 年越しそば出前合戦!いなり商店街の攻防
62. 年越しそば出前合戦!謎の快傑味頭巾見参
  - ○陽一、甲山、金そば庵主人・坂田金吾、稲荷町商店街の人々vs●味将軍グループ七包丁(2)村正庵主人・武智村正
63. 金沢にぎり寿司コンテスト!ジェネスシ大虎の挑戦
64. 金沢にぎり寿司コンテスト!寿司ネタの工夫で大勝利
  - ○陽一、寿司源花板・源一伯父さん&良子伯母さんvs●味将軍グループ七包丁(3)じぇねすし金沢一号店花板・ゴッドハンド大虎&ロビン島田&デューク西条
65. 雪祭りフランクフルト勝負!北の悪魔現わる
66. 雪祭りフランクフルト勝負!関場との対決
  - ○陽一、フランクフルト店店主・省吾vs●味将軍七包丁(4)北の悪魔こと味皇料理会ドイツ料理部主任・関場武雄、毛利
67. アレックス急行グルメ事件!ロボコックの再挑戦
  - △陽一、俵、お料理マシーン・アレックスIIvs△味将軍グループ七包丁(5)ロボコック・サリー（フルコース五番勝負、２対２、一引き分け（デザート））
68. アレックス急行グルメ事件!デザートでゴールをめざせ
  - ○陽一、俵、お料理マシーン・アレックスIIvs●味将軍グループ七包丁(5)ロボコック・サリー（延長戦（デザート））
69. 島巡り磯鍋競争!七包丁人大石老師登場
70. 島巡り磯鍋競争!瀬戸内少年料理団の挑戦
  - ○陽一、法子、みつ子、しげる、敏八vs●味将軍グループ七包丁(6)食の穴・大石老師、瀬戸内少年料理団・ユウタ&タケシ&メダカ&月子
71. 執念のハンバーガー勝負!懲りない阿部と及川
72. 対決ハンバーガー勝負!最強の七包丁・阿部一郎登場
  - ○陽一、YOSHIMURA's BURGER店主・吉村vs●味将軍グループ・阿部&及川
73. 苦戦ハンバーガー勝負!足長おじさんからの手紙
  - ○味将軍グループ七包丁(7)ドクターシェフ・阿部一郎vs●陽一（勝利条件、陽一に敗北感を与える）
74. 日本一のスキヤキ勝負!思い出の味を探せ
75. スキヤキ決戦!最強の七包丁対ミスター味っ子
  - ○陽一、一馬、小西vs●味将軍グループ七包丁(7)ドクターシェフ・阿部一郎、カモン、ユウタ
76. 高野山・豆腐勝負!味皇訪ねて三千里
77. 謎の味皇グランプリ 豆腐料理に挑戦!
78. 高野山で大決戦!豆腐ステーキ対ゴマ豆腐
  - ○陽一、一馬、ひじり屋・絹子&鏡太郎vs●大門屋・おから&勘平
79. ちまき・柏もち勝負!2年花組料理隊の挑戦
80. ちまき・柏もち決戦!5月5日の味くらべ
  - ○陽一、一馬、江川vs●2年花組料理隊・モン&コマサ&トラ子
81. 嵐を呼ぶカレー勝負!カモンと毛利の大逆襲
82. 陽一・一馬危機一発!ドイツ風カレーで大逆転
  - ○陽一、一馬、関場、みさき館若女将・亮子、コオロギvs●味皇料理同盟・カモン&毛利
83. 冷めないうどんに挑戦!味の又三郎登場
84. 学園出前競争!特製うどんで大勝利
  - ○陽一vs●味の又三郎・ユウタ
85. 元祖コロッケ合戦!垂目の恋物語
86. 元祖コロッケ合戦!豪華客船で味勝負
  - △陽一、垂目森太郎、横浜軒店主・垂目林太郎vs△一馬、垂目のフィアンセ・白川理恵、キッチン開花亭店主・白川憲由（実際は無効試合）
87. ヤキトリで勝負!老舗の味に挑戦だ
88. ヤキトリ太鼓合戦!タレの工夫で大勝利
  - ○陽一、一馬、鳥舟の長男・秋彦vs●鳥舟の次男・夏彦、鳥舟の従業員
  - チーム戦にて陽一、一馬、鳥舟の長男・秋彦の勝利だが、陽一自身は敗北している
89. 日之出食堂の午後 消えたのれんを捜しだせ!
90. アイスクリームで対決!みつ子とコオロギの挑戦
91. アイスクリームで対決!真夏の夜の味勝負
  - ●陽一、一馬vs○みつ子、コオロギ、章吉
92. オニギリ勝負!日本一の無責任料理男登場
93. オニギリ決戦!無責任料理対おふくろの味
  - ○陽一、一馬、富屋店主・お富vs●無責任料理人・ウェッキーひとし&K・タニー
94. 決死の料理三番勝負!阿部一郎の再挑戦
95. 味っ子最後の戦い!史上最大のサンドイッチ勝負
  - ○陽一、一馬、ロボコック・サリー、阿部二郎と及川vs●阿部一郎、毛利、カモン、大虎
96. 響け料理人の詩・味皇の記憶を取り戻せ!
  - ●小西vs○味皇（勝利条件、味皇の記憶を取り戻す）
  - ●味船vs○味皇（勝利条件、味皇の記憶を取り戻す）
  - ●芝vs○味皇（勝利条件、味皇の記憶を取り戻す）
  - 試食描写はされていないが、下仲、関場も敗北している
97. 明かされた一馬の秘密!悲しみの味遍路
  - ○一馬vs●永田
  - ●一馬vs○味皇（勝利条件、味皇の記憶を取り戻す）
98. 遥かなる味への道・ひとりぼっちの味探し
  - ●陽一vs○味皇（勝利条件、味皇の記憶を取り戻す）
  - ●丸井vs○味皇（勝利条件、味皇の記憶を取り戻す）
99. ごちそうさま!ミスター味っ子
  - ○陽一vs●味皇（勝利条件、味皇の記憶を取り戻す）

### 休止
- 1987年12月31日は『年忘れにっぽんの歌』（17:00 - 20:54）のため休止。
- 1988年5月5日は大型特別番組『'88こどもの日スペシャル ふれあい記念日』（9:00 - 20:00）のため休止。なお19:00 - 20:00は『家族クイズスペシャル』を放送。
- 1988年7月21日は『夏祭りにっぽんの歌』（19:30 - 20:54）のため休止。
- 1989年6月22日はプロ野球中継「ヤクルト×阪神」（19:00 - 20:54）のため休止。プロ野球による休止はこれが唯一。
- 1989年7月20日は『天空戦記シュラト 夏休み大会』（19:00 - 19:55）のため休止。
- 1989年9月7日は『超・おもしろプロ野球』（19:00 - 20:00）のため休止。なおこの番組は、前述のプロ野球中継での雨傘番組であった。

### ネット局
※放送日時は1989年9月終了時点、放送系列は放送当時のものとする。
| 放送期間（または、放送体制）              | 放送時間                              | 放送局         | 対象地域       | 備考 |
| ----------------------------------------- | ------------------------------------- | -------------- | -------------- | --- |
| 1987年10月8日 - 1989年9月28日             | 木曜 19:30 - 20:00                    | テレビ東京     | 関東広域圏     | 制作局 |
|                                           |                                       | テレビ愛知     | 愛知県         | |
|                                           |                                       | テレビ大阪     | 大阪府         | |
|                                           |                                       | テレビせとうち | 岡山県・香川県 | |
| 遅れネット                                | 土曜 7:30 - 8:00                      | 北海道文化放送 | 北海道         | テレビ北海道の開局準備により途中打ち切り。                                                                                    |
| 開始当初 1991年4月13日 -                  | 金曜 18:30 - 19:00 土曜 19:00 - 19:30 | テレビ北海道   | 北海道         | 試験放送時の放送はなし。(高橋洋子のノルウェーの森を訪ねてを放送のため。) その後は1990年7月6日から1992年12月26日まで全話放送。 |
| 1989年4月 - 7月                           | 月曜 - 金曜 17:00 - 17:30             | 仙台放送       | 宮城県         | 3ヶ月に帯で放送。 その後、本放送終了後の1990 - 1991年に改めて放送。                                                           |
| 1988年4月7日 - 1990年4月5日 1990年4月13日 | 木曜 16:25 - 16:55 金曜 16:30 - 18:00 | 富山テレビ     | 富山県         | |
| 遅れネット                                | 日曜 10:30 - 11:00                    | 青森テレビ     | 青森県         | |
|                                           | 火曜 17:30 - 18:00                    | 秋田テレビ     | 秋田県         | |
|                                           | 日曜 11:00 - 11:30                    | 山形テレビ     | 山形県         | |
|                                           | 放送時間不明（早朝）                  | 新潟総合テレビ | 新潟県         | |
|                                           | 木曜 15:55 - 16:25                    | テレビ山梨     | 山梨県         | |
|                                           | 月曜 19:00 - 19:30                    | 長野放送       | 長野県         | |
|                                           | 月曜 - 金曜 17:30 - 18:00             | 静岡第一テレビ | 静岡県         | |
|                                           | 木曜 18:30 - 19:00                    | 岐阜放送       | 岐阜県         | |
|                                           | 月曜 19:00 - 19:30                    | びわ湖放送     | 滋賀県         | |
|                                           | 木曜 17:00 - 17:30                    | 奈良テレビ     | 奈良県         | |
|                                           | 火曜 16:30 - 17:00                    | テレビ新広島   | 広島県         | |
|                                           | 木曜 17:30 - 18:00                    | テレビ山口     | 山口県         | |
|                                           | 火曜 19:30 - 20:00                    | 長崎放送       | 長崎県         | |
|                                           | 月曜 17:00 - 17:30                    | 宮崎放送       | 宮崎県         | |
|                                           | 日曜 16:30 - 17:00                    | 南日本放送     | 鹿児島県       | |

- 制作局であるテレビ東京では、1990年から1992年にかけて火曜7:50 - 8:20に再放送されたこともある[11]。
- その後、2009年にアニマックスにて再放送され、2017年にデジタルリマスターとして改めて放送した時には字幕放送も実施。陽一が黄色字幕、味皇が青色字幕、みつ子が緑色字幕、それ以外の人物は白色で表記。

### 備考
- 主題歌「ルネッサンス情熱」は、コナミの音楽ゲーム『pop'n music』シリーズに版権曲として収録された（現在は削除）。
- オープニングフィルムのうち、ラスト近くの味皇料理会主任シェフ（丸井を除く）や対戦相手などの行進シーンに、初期数話は以下のような相違点が有る。なお、後年の再放送や映像ソフト化の際には、全て変更後のフィルムに差し替えられた。
  1. 原作漫画風のイラストになっている。
  2. 前列（主任シェフなど）→中列（一馬、小西、甲山など）→後列（岡田、江川など）の順番で登場する。
  3. アニメオリジナルキャラクターやそれに準ずるキャラクター（今ちゅう、味将軍、れい子、俵三四郎など）が登場しない。
  4. アニメに登場しないキャラクターが何人かいる。
  5. アニメオリジナルキャラクター「ブラボーおじさん」が、元となった原作キャラクター「須原椎造」として登場する。
- 福井県、香川県を除く四国地方、佐賀県、大分県、沖縄県では現在、放送されていない。
- エンディングでは右上に主要キャラクターの写真がフラッシュする度に変わる。第52話～第76話までは丸井がレギュラーから退いた事で写真が変更されている。写真の順番は陽一→法子→味皇→丸井&垂目[注釈 3]→みつ子&しげる→ブラボーおじさん[注釈 4]。陽一、法子、味皇、丸井、垂目、みつ子、しげる、ブラボーおじさんはクレジットに名前が表記されるが、77話以降は登場しない限り表記されることはなくなった。

### 特別編
- 味将軍七包丁人だよ!全員集合（1989年2月9日放送）
  - 味将軍グループの城中で、味将軍とマネージャー・毛利が、それまで登場した「味将軍七包丁」5名（カモン・武智・大虎・関場・ロボコック）の行動を拝見する総集編で、最後には残りの2名の大石老師（&瀬戸内少年料理団）と阿部一郎を紹介する。第68話「アレックス急行グルメ事件! デザートでゴールを目指せ」と合わせて、19:00 - 19:55の枠で『ミスター味っ子 ワイド版』と銘打って放送された。
- また特別編ではないが、1989年7月27日には『ミスター味っ子大会』と銘打たれ、第90・91話の2本が19:00 - 19:55枠で放送された。

### サウンドトラック
- ミスター味っ子オリジナルサウンドトラック 満腹定食（キングレコードスターチャイルドレーベル）

1988年発売。メモリアルBOX発売のタイミングでボーナストラックが追加された復刻版が2004年に発売された。こちらのライナーノーツは一新され、制作関係者と国安わたるのコメントが掲載されている。

### 関連書籍
- ミスター味っ子大百科（勁文社「大百科シリーズ」）

1988年に発売。テレビアニメ第1シリーズ（第1 - 第25話）までのストーリー展開と、その間陽一が生み出した料理を紹介。第2シリーズ（第26 - 第50話）は第32話までの予告および対戦キャラ（太郎と次郎、中江兵太、デューク西条とロビン島田）のみ紹介。
- ミスター味っ子 うまいぞーBOOK 小黒祐一郎編（アニメージュ文庫）

### カセットブック
- ミスター味っ子（アニメイトカセットコレクション）

1. 揃い踏み四大少年料理人!!決死のヤミナベ・パーティ
2. 大江戸味っ子料理帖
3. 芝裕之／料理人生裏街道
4. 味皇の人生相談

巻末には予告編も収録されているが、続編は作られていない。ちなみに脚本家の月村了衛によると、未収録のエピソードに「味頭巾ちゃん」というものがあったという。

### ビデオソフト
VHS
1988年から1989年にかけてCICビクター（現パラマウントジャパン）から、第1シリーズと第2シリーズ計50話を16巻に分けて発売、その後第3シリーズ（第51 - 第75話＋スペシャル）を計7巻に分けて「味将軍七包丁編」名義で追加発売、更に第4シリーズ（第76 - 第99話）を計7巻に分けて「完結篇」名義で追加発売した。また、1990年には選り抜きのベスト版も発売されている。
各巻には副題が添えられており、その副題は著名な映画などのもじりで構成されている（例：第1巻の「めぐりあい味」は『機動戦士ガンダム めぐりあい宇宙』もじり、第2巻の「誰がためにハラは鳴る」は『誰がために鐘は鳴る』のもじり）。
収録作品は原則として放送順だが、巻によっては離れた話が混ざる事がある。
現在は全巻、廃盤となっている。
ミスター味っ子 DVDメモリアルボックス
2004年から2005年にかけてバンダイビジュアルのEMOTIONレーベルから発売。各BOX6枚組（1枚6話収録）。制作関係者（BOX3には原作者）のコメント入り小冊子が同封されている。パッケージ上のイラストは全て描き下ろしであり、BOXと小冊子は寺沢、各巻（トールケース）はキャラクターデザインの毛利または加瀬が担当している。
- BOX1

1話から34話まで収録
- BOX2

35話から68話まで収録
- BOX3

69話から99話まで収録
レンタルDVD版
2006年11月にバンダイビジュアルから発売。DVD-BOXを単巻としたもので収録内容は同一であるが、ジャケットデザインはVHS版を流用している。
Blu-ray BOX
2017年から2018年にかけてハピネットから発売。映像を高解像度化したデジタルリマスター版となっている。各BOX8枚組（1枚6~7話収録）。ブックレットが同封されている。パッケージ上のイラストは全て描き下ろしであり、三方背アートBOXとデジスタックはキャラクターデザインの加瀬と毛利が担当している。
- いただきますBOX

1話から50話まで収録。2017年11月2日発売。音声特典としてオーディオコメンタリーが収録され第25・28・41話を味吉陽一役の高山と堺一馬役の一龍斎、第34話を阿部二郎役の大滝と及川かおる役の沢が担当している。映像特典として番宣映像集を収録。
- ごちそうさまBOX

51話から99話および特別編を収録。2018年2月2日発売。音声特典としてオーディオコメンタリーが収録され第78話を味吉陽一役の高山と堺一馬役の一龍斎、第72話を阿部二郎役の大滝と及川かおる役の沢が担当している。映像特典としてノンテロップOP・ED（19話から28話および42話から50話）を収録。